# Programme OLO
Pour les articles homonymes, voir OLO.
Vous pouvez aider à l'améliorer ou bien discuter des problèmes sur sa page de discussion.
- Il ne s’appuie pas, ou pas assez, sur des sources secondaires ou tertiaires. (Marqué depuis mai 2025)
- Son texte doit être wikifié : il ne correspond pas à la mise en forme Wikipédia (style, typographie, liens internes, liens entre les wikis, etc.). (Marqué depuis mai 2025)

- Archive Wikiwix
- Bing
- Cairn
- DuckDuckGo
- E. Universalis
- Gallica
- Google
- G. Books
- G. News
- G. Scholar
- Persée
- Qwant
- (zh) Baidu
- (ru) Yandex
- (wd) trouver des œuvres sur Wikidata

Le programme Olo ou accompagnement OLO offre un accompagnement aux femmes enceintes du Québec vivant sous le seuil de faible revenu. Pour que leur bébé naisse en santé, les femmes enceintes reçoivent un suivi personnalisé et une aide directe par la remise de multivitamines prénatales et de coupons échangeables contre des aliments (œufs, lait, légumes surgelés). Pour que leur famille adopte de saines habitudes alimentaires, elles reçoivent également des outils éducatifs et des conseils professionnels pour encourager trois comportements : bien manger, cuisiner, manger en famille.

## Mission
L'intervention Olo est mise en place par la Fondation Olo qui a pour mission de donner une chance égale aux familles de mettre au monde des bébés en santé et d’acquérir de saines habitudes alimentaires tôt dans la vie.

## Historique
Bien que la Fondation Olo ait été créée en 1991, divers programmes et interventions ont été réalisés dès les années 1940 pour répondre aux besoins des femmes enceintes de milieux défavorisés.
La première méthode de prévention du genre est attribuée à la diététiste Agnès C. Higgins travaillant alors pour le Dispensaire diététique de Montréal (DDM),. La méthode, aujourd'hui connue sous le nom de « méthode d'intervention nutritionnelle Higgins (MINH) » ou simplement « méthode Higgins » est essentiellement basée sur le poids des bébés à la naissance et sur l'alimentation des femmes enceintes.
L'accent de la méthode est sur la combinaison œufs – lait – jus d’orange – suppléments de vitamines et minéraux. Après diverses évaluations, diverses organisations canadiennes et américaines ont mis sur pied des programmes inspirés de la méthode Higgins.
Au Québec, l'implantation dudit programme se réalise d'abord à la Clinique populaire de Pointe-Saint-Charles et dans les Centres locaux de services communautaires (CLSC) de Saint-Henri et de Châteauguay. Vers la fin des années 1980, un premier projet d'intervention nutritionnelle est mis en place.
L'intervention Olo qui vient offrir le trio œufs-lait-orange débute dans la région de Salaberry-de-Valleyfield, où naitra le premier « bébé Olo ». Suivront alors les CLSC de Huntingdon, Châteauguay, Chicoutimi, Sherbrooke, Québec, Saint-Eustache, etc.
Étant donné la difficulté pour chaque CLSC de devoir faire sa recherche de financement, la Fondation Olo est créée en 1991 pour regrouper les programmes et se consacrer à la recherche de financement. Il y a à l'époque 47 CLSC qui offrent des suivis Olo.

## Description
En 2020, la Fondation Olo regroupe 27 membres affiliés qui déploient l'intervention Olo dans plus de 150 points de service (CLSC et certains organismes communautaires).
Les aliments offerts dans le cadre des suivis Olo :
- 1 œuf par jour
- 1 litre de lait par jour
- 1 sac de légumes surgelés par semaine[6]

Depuis sa création en 1991, la Fondation Olo a aidé plus de 250 000 bébés à naître en meilleure santé et aide environ 15 000 familles par année. 
De 1994 à 2013, ses porte-parole étaient Anne Dorval et Marc-André Coallier. De 2013 à 2019, Hélène Bourgeois Leclerc et Pierre-François Legendre ont été les porte-parole.